# 努拉米尼斯
努拉米尼斯（義大利語：Nuraminis），是意大利撒丁大区南撒丁省的一个市镇。总面积45.29平方公里，人口2577人，人口密度56.9人/平方公里（2009年）。ISTAT代码为092042。